# Oenococcus
Oenococcus — рід грам-позитивних бактерій родини Leuconostocaceae. Відомо два види роду, Oenococcus oeni (ідентифікований в 1936 році) і Oenococcus kitaharae (ідентифікований в 2006 році).